# Rauvita
La rauvita és un mineral de la classe dels òxids. Rep el nom a partir dels símbols químics dels seus presumptes constituents: RAdiu, Urani i Vanadi.

## Característiques
La rauvita és un òxid de fórmula química Ca(UO₂)₂(V10O28)·16H₂O.
Segons la classificació de Nickel-Strunz, la rauvita pertany a «04.HB - V[5+, 6+] Vanadats: uranil Sorovanadats» juntament amb els següents minerals: carnotita, margaritasita, sengierita, curienita, francevillita, fritzscheïta, metavanuralita, vanuralita, metatyuyamunita, tyuyamunita, strelkinita i uvanita.
Els exemplars que van servir per a determinar l'espècie, el que es coneix com a material tipus, es troben conservats a la Universitat Harvard, a Cambridge (Massachusetts), amb el número de registre: 134565; i al Museu Nacional d'Història Natural, a Washington DC, amb el número de registre: 95060, r5715.

## Formació i jaciments
Va ser descrita a partir de mostres obtingudes a dos indrets: Flat Top Mesa i la muntanya Temple, tots dos indrets al districte miner de San Rafael, al comtat d'Emery (Utah, Estats Units). També ha estat descrita en altres indrets de Utah, així com dels estats de Colorado, Arizona, Nou Mèxic, Dakota del Sud i Wyoming. Fora dels Estats Units ha estat trobada al Canadà i a Anglaterra.